# Moacir Werneck de Castro
Moacir Werneck de Castro (Barra Mansa, 1915 - Rio de Janeiro, 25 de novembro de 2010) foi um jornalista, escritor e tradutor brasileiro.

## Biografia
Neto, por parte de pai, do Visconde de Arcozelo, Joaquim Teixeira de Castro, e bisneto, por parte de mãe, do Barão de Pati do Alferes, Francisco Peixoto de Lacerda Werneck, que fizeram fortunas no tempo do Império, Moacir viveu na infância a experiência da decadência da lavoura do café e da autocrítica do passado faustoso da família, construído à custa da escravidão. Temporão entre cinco filhos, era dez anos mais novo do que a irmã Maria e 22 anos do que o primogênito, Luís. Foi criado em Blumenau, Santa Catarina, onde o pai, educado na Alemanha, faleceu em 1926.
No Rio, nos anos seguintes, aproximou-se do primo, Carlos Lacerda, um ano mais velho, filho de sua tia, Olga Caminhoá Werneck, e de Maurício de Lacerda;  juntos cursaram a Faculdade de Direito da Universidade do Rio de Janeiro (atual Universidade Federal do Rio de Janeiro), participaram do movimento socialista e trabalharam, em 1938, no jornal Diretrizes, fundado por Samuel Wainer. O afastamento dos dois começou em 1940, quando Carlos Lacerda iniciou a virada ideológica que o tornaria figura importante como líder da oposição conservadora, a partir do segundo governo de Getúlio Vargas. O antagonismo político tornar-se-ia radical.
Em outubro de 1934, Moacir Werneck foi preso pela primeira vez quando, aos 19 anos, acompanhava para o Jornal do Povo, de Aparício Torelly, uma assembleia sindical de trabalhadores; só o libertaram por interferência de Herbert Moses, presidente da Associação Brasileira de Imprensa, acionado pelo irmão Luís Werneck de Castro, que era advogado. Dias depois, esse jornal, de circulação efêmera mas que teve grande repercussão, foi empastelado por oficiais de Marinha, como reação a reportagens de Adão Pereira Nunes sobre o episódio da Revolta da Chibata, em que marinheiros se apossaram da esquadra, em 1910. Solto, Torelly pregou na porta da redação um cartaz com os dizeres “Entre sem bater”, mas não teve condições de manter a publicação no clima agitado que precedeu a tentativa de golpe da Aliança Nacional Libertadora, em 1935.
Foi também em 1935 que Moacir participou em Paris do Encontro Mundial da Juventude contra a Guerra e o Fascismo e, em seguida, viajou para Berlim, onde seu pai estudara. Lá foi agredido por um grupo de militantes da juventude nazista e só escapou por causa de seu passaporte brasileiro e do pouco de alemão que aprendera na infância, em Blumenau.

### Militância no PCB
Durante a Segunda Guerra Mundial, Moacir trabalhou como redator de notícias na Agência Interamericana de Publicidade e, de 1945 a 1953, nos jornais Tribuna Popular e Imprensa Popular, do Partido Comunista Brasileiro, a que se filiou em 1947 e que abandonaria em 1956, após o traumático XX Congresso do Partido Comunista da União Soviética, no qual Nikita Khrushchov denunciou atrocidades cometidas durante o governo de Josef Stalin. Ainda no PCB, fundou, com Jorge Amado e Oscar Niemeyer, a revista Paratodos – Quinzenário da Cultura Brasileira, que circulou entre 1955 e 1957. 

### Trabalhos em jornais
Em 1957, Moacir Werneck de Castro assumiu o cargo de redator-chefe de Ultima Hora, jornal (fundado em 1951) que apoiou os governos trabalhistas de Getúlio Vargas e João Goulart e resistiu à pressão dos governos militares até que o título foi vendido à Folha da Manhã S.A., de São Paulo, em 1971.  
De 1972 a 1987, foi assessor editoral da Encyclopedia Britannica, participou da elaboração da Enciclopédia Mirador Internacional. Junto com Antônio Houaiss, fez a revisão crítica dos originais do Dicionário de Ciências Sociais da Unesco, publicado no Brasil pela Fundação Getúlio Vargas, em 1986. Colaborou, por muitos anos, a partir de 1975, com artigos semanais no Jornal do Brasil. Mais articulista do que repórter, viajou ao Uruguai, em 1979, para contar a situação do país, então sob ditadura militar, e, em 1982, foi ao Oriente Médio, entrevistar Yasser Arafat, líder da Organização para Libertação da Palestina (OLP). Em 1974, casou-se com a  tradutora e jornalista uruguaia Glória Rodrigues, 17 anos mais nova do que ele. Conheceram-se na década anterior, quando ela trabalhava no consulado uruguaio no Rio de Janeiro. 

## Livros

### Como escritor
| Ano  | Título                                     | Estilo        | Observação                                                                                |
| ---- | ------------------------------------------ | ------------- | ----------------------------------------------------------------------------------------- |
| 1973 | O Libertador – A vida de Simon Bolívar     | biografia     |                                                                                           |
| 1989 | Mário de Andrade – Exílio no Rio           | autobiografia | Sobre o período em que conviveu com o autor de Macunaima, entre 1938 e 1941.              |
| 1990 | A ponte dos suspiros, coletânea de artigos |               |                                                                                           |
| 1992 | O Sábio e a Floresta                       | biografia     | Sobre o naturalista Fritz Muller, que viveu em Santa Catarina no Século XIX.              |
| 1992 | No tempo dos barões                        | autobiografia | com a irmã, Maria Werneck de Castro                                                       |
| 1993 | A Ultima Hora do Tempo de Samuel Wainer    | autobiografia |                                                                                           |
| 1994 | Missão na Selva                            | biografia     | Sobre o engenheiro Emil Odebrecht, também pioneiro na colonização alemã do Sul do Brasil. |
| 1996 | A máscara do Tempo – Visões da Era Global  |               |                                                                                           |
| 2000 | Europa 1935 – Uma Aventura de Juventude    | autobiografia |                                                                                           |
| 2003 | Dois caminhos da revolução africana        |               |                                                                                           |

### Como tradutor
| Ano | Título                     | Autor                  |
| --- | -------------------------- | ---------------------- |
|     | O amor e outros demônios   | Gabriel García Márquez |
|     | O general em seu labirinto | Gabriel García Márquez |
|     | O jogador                  | Fiodor Dostoievsk      |
|     | O eterno marido            | Fiodor Dostoievsk      |
|     | Notas do subterrâneo       | Fiodor Dostoievsk      |
|     | Os campos de honra         | Jean Rouad             |
|     | Geração Perdida            | Aldous Huxley          |
|     | Thèrese Raquin             | Émile Zola             |